# La Portella (la Quar)
La Portella o la Vall de la Portella és un nucli disseminat de població al municipi de La Quar (Berguedà). Se situa entre la Serra de Picancel i la Serra de la Campdeparets, i la travessa la Riera de la Portella.
És comunicada amb La Quar i Sant Maurici de la Quar pel Camí de la Quar a la Portella, una pista asfaltada que és la continuació de la carretera comarcal BV-4346.
Al la Portella es troba el monestir d'origen romànic de Sant Pere de la Portella, i a l'edat mitjana era el centre de la Baronia de la Portella, dominada pel llinatge dels Saportella.
De la dotzena de cases habitades a principis del segle xx, avui només en queden cinc d'intactes: Cal Dou, Cal Calcinaire, la Casa dels Frares, Cal Periques i Cal Moliner.